# کوشی هیکاری

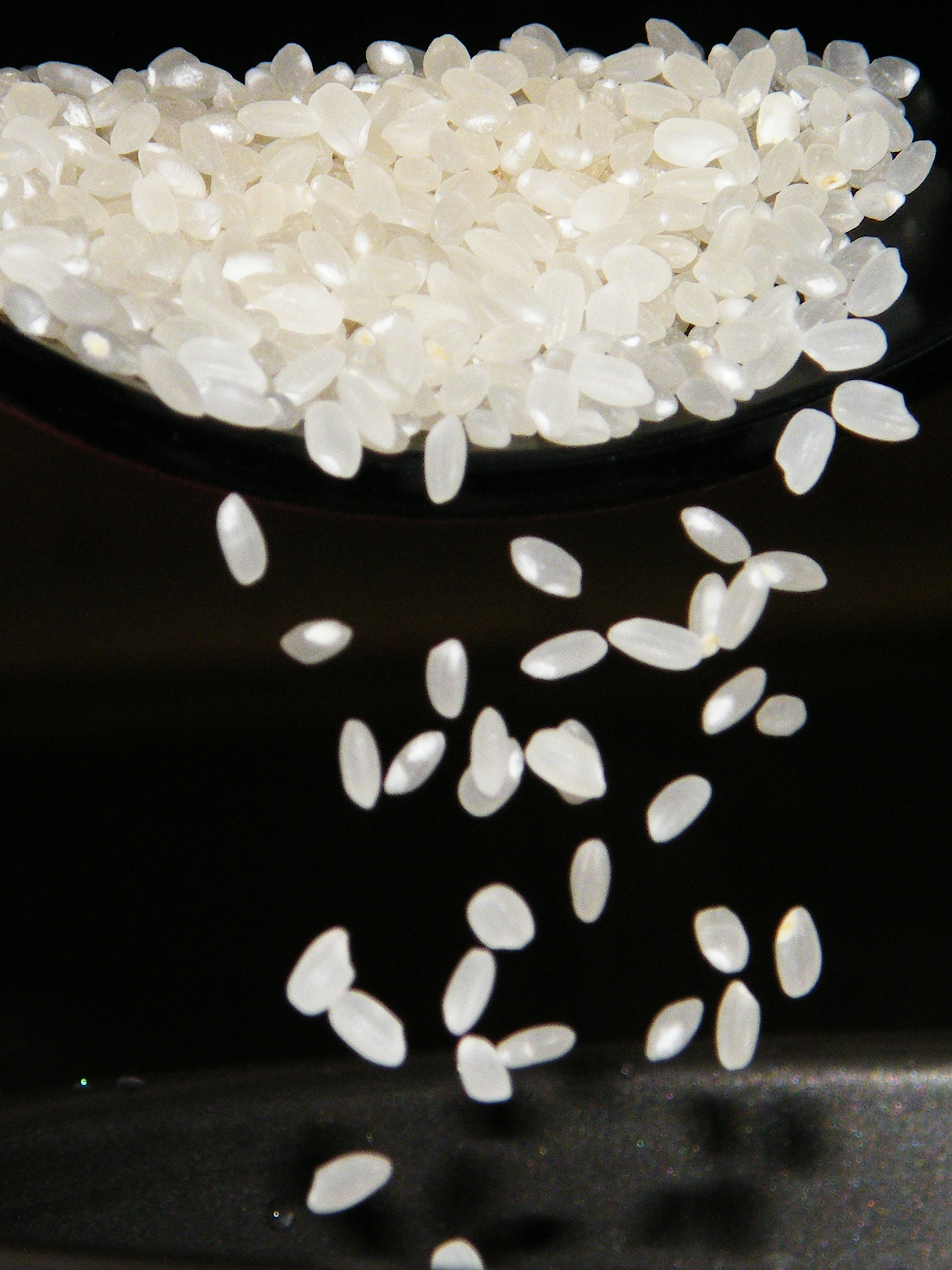
کوشی هیکاری

کوشی‌هیکاری ( به ژاپنی: コシヒカリ, 越光؛ Koshihikari) نوعی برنج پرطرفدار است که در ژاپن، استرالیا و ایالات متحده کشت می‌شود.
کوشی‌هیکاری نخستین بار در ۱۹۵۶ با ترکیب دو رگۀ متفاوت نئورین شمارۀ ۱ و نئورین شمارۀ ۲۲ در پروژۀ تحقیقات کشاورزی استان فوکوئی ابداع گردید. این گونه برنج به سبب ذائقۀ مطبوعی که دارد، امروزه در ژاپن بسیار پر طرفدار است.